# Пасажирообіг
Пасажирообіг — це перевезення певної кількості пасажирів на певну відстань і за певний період.
Пасажирообіг є показовішим для оцінки ефективності того чи іншого виду транспорту, ніж кількість перевезених пасажирів, але не дає розуміння про швидкість цього перевезення та її прибутковості.
Для кожного конкретного транспортного підприємства можна визначити певний пасажирообіг.
Вживаються також поняття пасажирообігу на кожному напрямку (рейсі) протягом певного терміну, пасажирообігу станції, пристані, аеропорту. У таких випадках пасажирообіг визначається як кількість пасажирів, які пройшли через термінал або скористалися рейсом (рейсами на цьому напрямку) без урахування відстані перевезення.